# AirTanker Services
Die AirTanker Services Limited (im Markenauftritt AirTanker) ist eine britische Charterfluggesellschaft mit Sitz und Basis in Carterton, West Oxfordshire auf der Luftwaffenbasis RAF Brize Norton.

## Überblick
Im Jahr 2008 unterzeichnete das Verteidigungsministerium des Vereinigten Königreichs den Vertrag über das Konzept des Future Strategic Tanker Aircraft (FSTA) mit AirTanker, um der Royal Air Force (RAF) ein Lufttransport- und Luft-Luft-Betankungskontingent bereitzustellen. AirTanker unterstützt die Royal Air Force nicht nur, sondern besitzt auch eine Betriebsgenehmigung des Typs A des Vereinigten Königreichs für Zivilluftfahrt, die es erlaubt, Passagiere, Fracht und Post in Flugzeugen mit 20 oder mehr Sitzen zu befördern.
Die Airbus Voyager (englische Bezeichnung für die Airbus A330-MRTT) der RAF sind im Besitz von AirTanker. AirTanker Services Limited stellte ihre Airbus Voyager erstmals an der RIAT 2016 in England der Öffentlichkeit vor.
Nach der Erteilung einer Betriebslizenz flog die Fluggesellschaft im Januar 2013 ihren ersten Charterflug nach RAF Akrotiri auf Zypern für das britische Verteidigungsministerium. Nach Verzögerungen bei der Zertifizierung fand am 20. Mai 2013 der erste Betankungsflug statt.

## Dienstleistungen

### Im Auftrag der Royal Air Force und des MoD
AirTanker Services führt Luftbetankungs-, Transport- und Passagierflüge durch. Charterflüge werden mit Reserveflugzeugen durchführt. Die Fluggesellschaft bietet auch zweimal wöchentlich Flüge von RAF Brize Norton nach RAF Mount Pleasant auf den Falklandinseln an, hauptsächlich für militärisches Personal, obwohl auch zahlende Passagiere mitreisen dürfen. Zwischenstopp zum Betanken dieses Fluges war zunächst der Amílcar-Cabral-Flughafen auf der Insel Sal, wobei aufgrund der Einschränkungen durch die Corona-Pandemie zwischenzeitlich auf Dakar ausgewichen wurde. Seit 2023 wird schließlich wieder auf dem Wideawake Airfield im britischen Überseegebiet Ascension Island gelandet, nachdem dort die Renovierung der Start- und Landebahn abgeschlossen war.

### Im Auftrag ziviler Fluggesellschaften
Ab Mai 2015 wurde ein Flugzeug an Thomas Cook Airlines verleast, um es auf Urlaubsrouten einzusetzen. Der Vertrag hatte zunächst eine Laufzeit von drei Jahren und umfasste hauptsächlich Langstreckenflüge von Glasgow, Manchester und London-Stansted. Der erste kommerzieller Flug fand am 1. Mai 2015 von Manchester nach Cancún und Punta Cana statt.
Seit 2017 ist die britischen Ferienfluggesellschaft Jet2.com Leasing-Kunde von AirTanker während der Hauptreisezeit. ZZ341 und ZZ342 sind derzeit (August 2024) mit ziviler Registrierung im Einsatz. Dafür wurden die militärischen Zusatzausrüstungen vorübergehend entfernt, eine Jet2-Kabinenausstattung mit höherer Anzahl Sitzplätzen (327) eingebaut und eine weiße Lackierung mit entsprechenden Logos angebracht.
Zwischenzeitlich waren auch Condor und Eurowings Kunden von AirTanker.

## Flotte

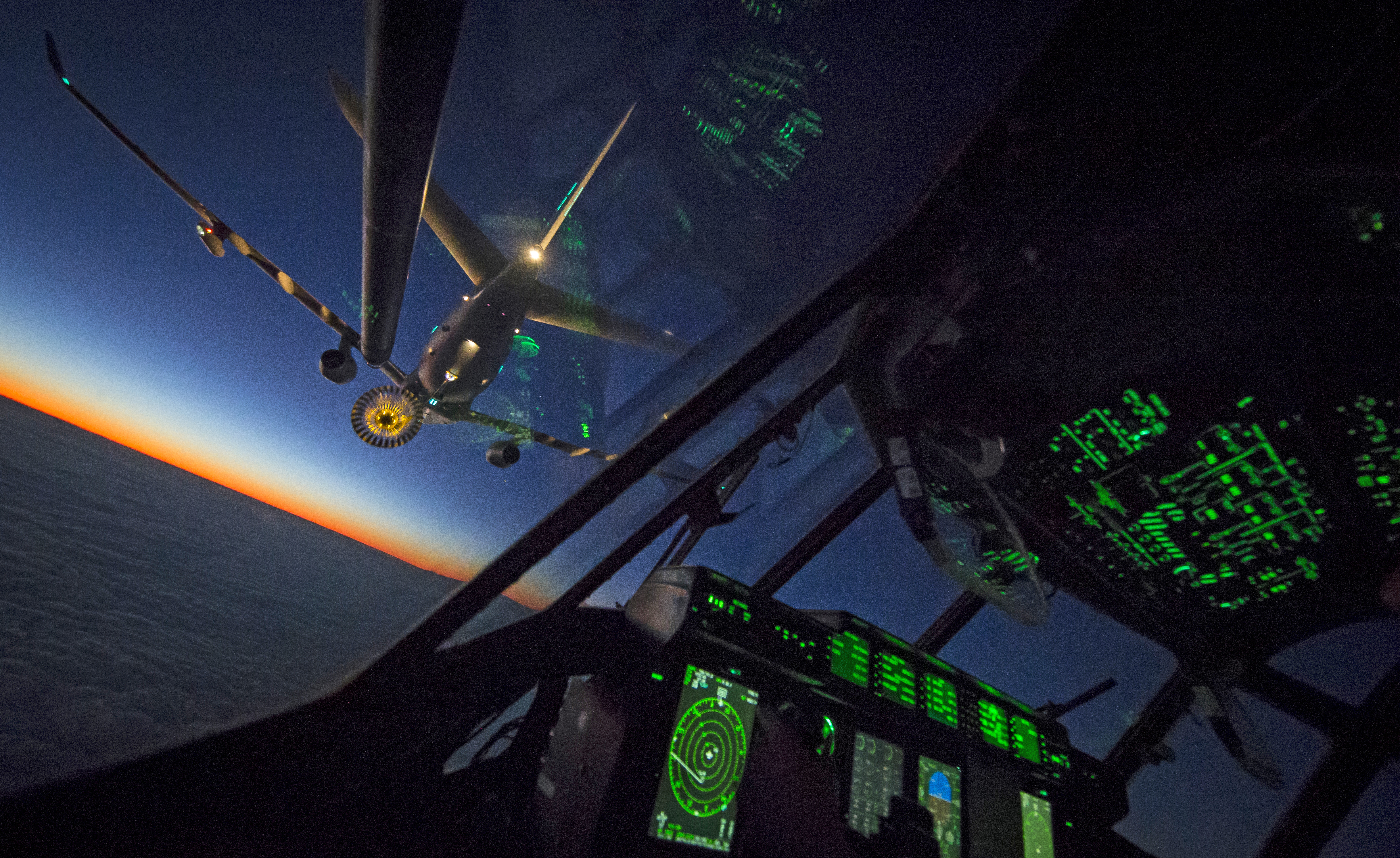
Flugzeug im militärischen Einsatz für Luftbetankung (aus Perspektive einer Hercules der RAF)

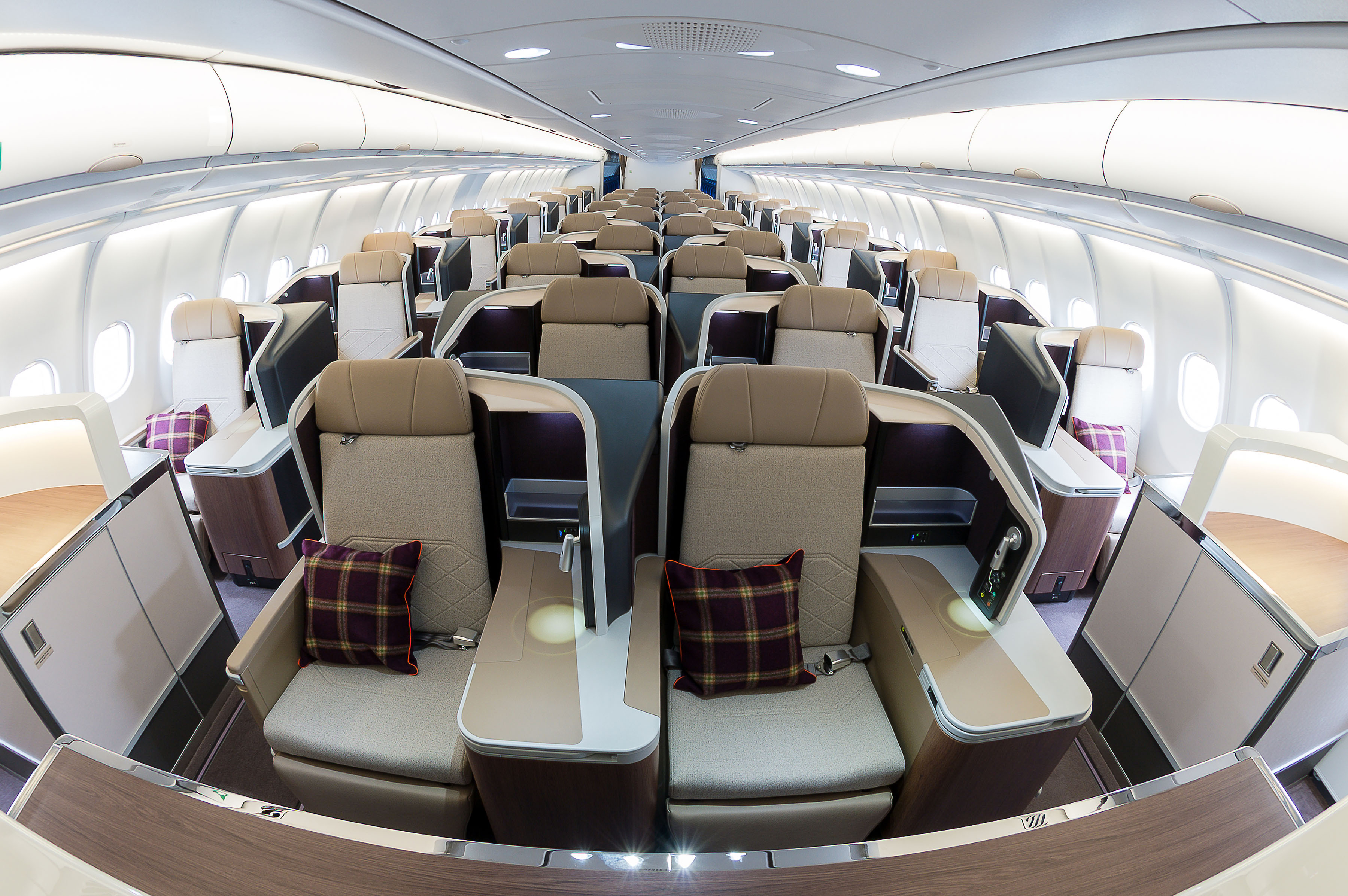
VIP-Sitzplätze in ZZ336

Mit Stand August 2024 besteht die Flotte der AirTanker-Services aus 14 Flugzeugen vom Typ Airbus A330-MRTT. Die Flugzeuge, die von der RAF genutzt bzw. im Auftrag der RAF betrieben werden, haben standardmäßig 291 Premium-Economy-Sitzplätze in einer 2+4+2-Bestuhlung mit 34 Zoll Sitzabstand. ZZ336 Vespina hat 100 Economy-Sitzplätze und zusätzlich 58 Business-Class-Sitzplätze vom Typ Vantage XL des britischen Herstellers Thompson Aero für Regierungsvertreter und Mitglieder der königlichen Familie (siehe Bild).
| Militärische Registrierung | Zivile Registrierung | Aktueller Nutzer                                                                | Sitzplätze                                                             |
| -------------------------- | -------------------- | ------------------------------------------------------------------------------- | ---------------------------------------------------------------------- |
| ZZ330                      | G-VYGA               | Royal Air Force (RAF)                                                           | 291                                                                    |
| ZZ331                      | G-VYGB               | Royal Air Force (RAF)                                                           | 291                                                                    |
| ZZ332                      | G-VYGC               | Royal Air Force (RAF)                                                           | 291                                                                    |
| ZZ333                      | G-VYGD               | Royal Air Force (RAF)                                                           | 291                                                                    |
| ZZ334                      | G-VYGE               | Royal Air Force (RAF)                                                           | 291                                                                    |
| ZZ335                      | G-VYGF               | Royal Air Force (RAF)                                                           | 291                                                                    |
| ZZ336                      | G-VYGG               | Royal Air Force (RAF) "Vespina"                                                 | 158, davon 58 Business Class für Regierungsvertreter und Staatsbesuche |
| ZZ337                      | G-VYGH               | Royal Air Force (RAF)                                                           | 291                                                                    |
| ZZ338                      | G-VYGI               | Royal Air Force (RAF)                                                           | 291                                                                    |
| ZZ339                      | G-VYGJ               | AirTanker (TOW) im Auftrag der RAF (hauptsächlich zwischen BZZ und MPN via ASI) | 291                                                                    |
| ZZ340                      | G-VYGK               | AirTanker (TOW) im Auftrag der RAF                                              | 320                                                                    |
| ZZ341                      | G-VYGL               | AirTanker (TOW) im Auftrag von Jet2.com                                         | 327                                                                    |
| ZZ342                      | G-VYGM               | AirTanker (TOW) im Auftrag von Jet2.com                                         | 327                                                                    |
| ZZ343                      | G-VYGN               | Royal Air Force (RAF)                                                           | 291                                                                    |

## Gesellschafter
| Anteilseigner               | Anteil   |
| --------------------------- | -------- |
| Airbus Group                | 040 %    |
| Rolls-Royce Group           | 020 %    |
| Cobham plc                  | 013,33 % |
| Babcock International Group | 013,33 % |
| Thales Group                | 013,33 % |